# Gouiwa (Bengou)
Gouiwa (auch: Gouiwa CPR, Gowiwa) ist ein Weiler in der Landgemeinde Bengou in Niger.

## Geographie

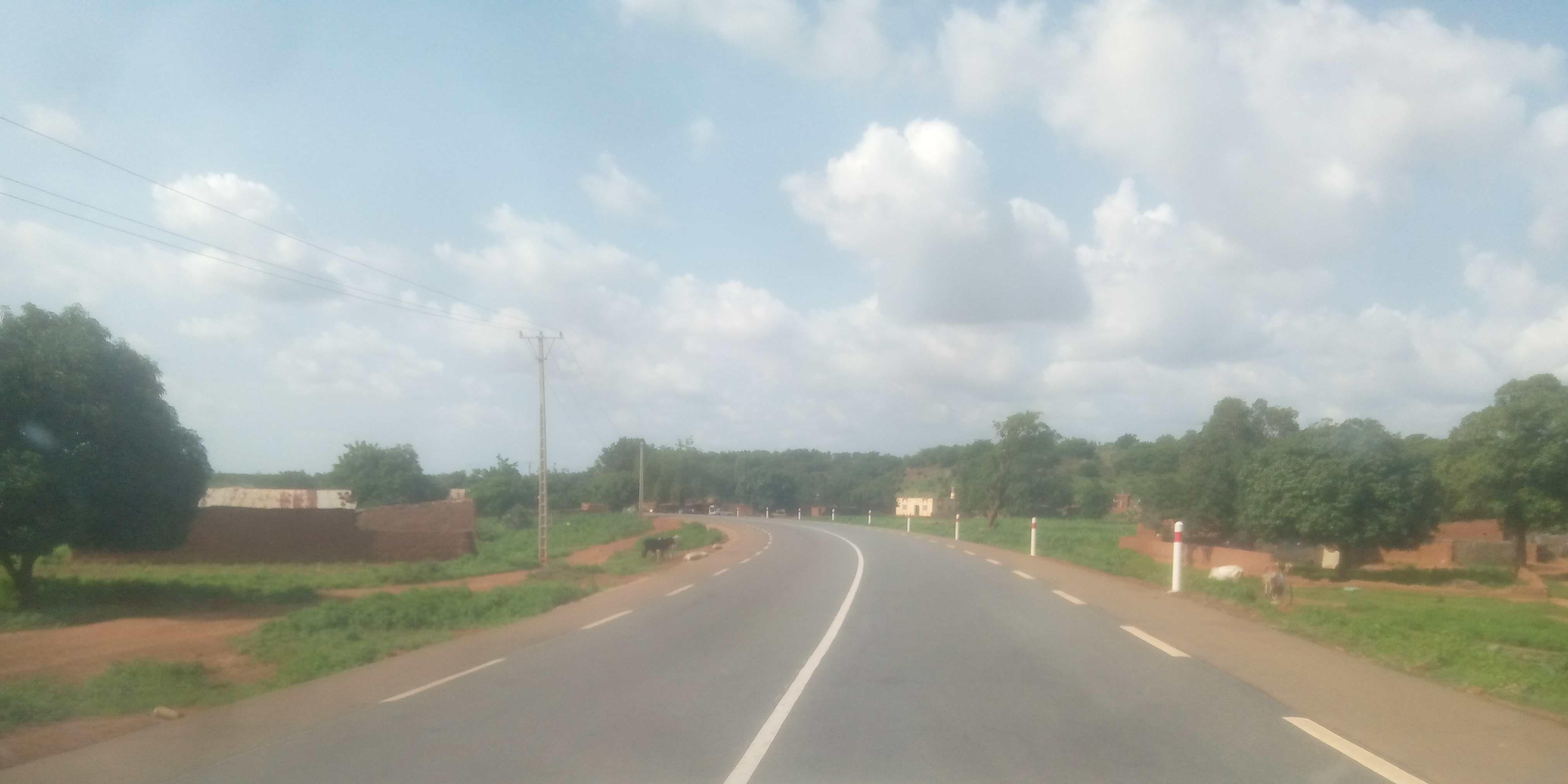
Nationalstraße 7 in Gouiwa (2023)

Der Weiler liegt am Rand des Trockentals Dallol Foga. Er befindet sich rund fünf Kilometer westlich des Hauptorts Bengou der gleichnamigen Landgemeinde, die zum Departement Gaya in der Region Dosso gehört. Zu den Siedlungen in der näheren Umgebung von Gouiwa zählt Tounga Tégui im Norden.
Es herrscht das Klima der Sudanzone vor, mit einer durchschnittlichen jährlichen Niederschlagsmenge zwischen 700 und 800 mm. Im Jahr 2021 betrug die mittlere niedrigste Tagestemperatur in Gouiwa 21,3 °C und die mittlere höchste Tagestemperatur 32,3 °C. Der vorherrschende Bodentyp im Weiler ist Arenosol. Der pH-Wert der Böden ist leicht sauer.

## Bevölkerung
Bei der Volkszählung 2012 hatte Gouiwa 296 Einwohner, die in 53 Haushalten lebten.

## Wirtschaft und Infrastruktur
In Gouiwa wird ein ländlicher Markt abgehalten. Bei der Siedlung erstrecken sich Maisfelder. Durch Gouiwa führt die 156,4 Kilometer lange asphaltierte Nationalstraße 7 zwischen der Regionalhauptstadt Dosso und der Staatsgrenze zu Benin. Im Weiler zweigt die 36,6 Kilometer lange Landstraße RR3-001 nach Yélou von der Nationalstraße 7 ab.